# Rkaciteli
Rkaciteli ((gruz.) რქაწითელი) – odmiana winorośli właściwej, najczęściej uprawiany szczep winorośli o jasnych owocach w Gruzji.

## Charakterystyka
Nazwa szczepu pochodzi od czerwono zabarwionych młodych latorośli (z gruz. rka = latorośl, pęd winny + citeli = czerwony). Odmiana uchodzi za jedną z najstarszych odmian winorośli uprawianych na świecie. Blisko spokrewniona z dziką winoroślą leśną (Vitis sylvestris). Szczep służy do wyrobu win białych o najwyższej jakości, ale też do produkcji tańszych trunków. Oprócz wydawania owoców służących do produkcji dobrych jakościowo win, odmiana znana jest także ze swej plenności oraz wysokiej odporności na mróz, przymrozki i choroby.

## Wino
Rkaciteli jest odmianą bardzo wydajną, dając 4-5 kg owoców z krzewu. Z tego szczepu powstają wina o dość neutralnym owocowym aromacie: zielonych jabłek, pigwy i śliwek mirabelek, często z pieprzną i ziołową nutą. Owoce odmiany wyróżniają się podwyższoną zawartością związków polifenolowych, w porównaniu z owocami innych szczepów.

## Rozpowszechnienie
Największy areał upraw odmiany znajduje się w regionie Kachetia. Duży areał nasadzeń znajduje się także w USA oraz Macedonii Północnej. Rkaciteli to także najważniejsza odmiana do produkcji win białych w Mołdawii, Bułgarii i na Ukrainie.